# Shamrock Rovers Football Club 1987-1988
Questa voce raccoglie le informazioni riguardanti lo Shamrock Rovers Football Club nelle competizioni ufficiali della stagione 1987-1988.

## Rosa
| N. |                    | Ruolo | Calciatore   |
| -- | ------------------ | ----- | ------------ |
| -  | Irlanda (bandiera) | P     | Jody Byrne   |
| -  | Irlanda (bandiera) | D     | Peter Eccles |
| -  | Irlanda (bandiera) | D     | Harry Kenny  |
| -  | Irlanda (bandiera) | D     | Kevin Brady  |
| -  | Irlanda (bandiera) | D     | Mick Neville |
| -  | Irlanda (bandiera) | C     | Pat Byrne    |
| -  | Irlanda (bandiera) | C     | Damien Byrne |
| -  | Irlanda (bandiera) | C     | John Toal    |
| -  | Irlanda (bandiera) | C     | James Nolan  |

| N. |                             | Ruolo | Calciatore       |
| -- | --------------------------- | ----- | ---------------- |
| -  | Irlanda (bandiera)          | C     | Paul Doolin      |
| -  | Irlanda (bandiera)          | A     | Michael O'Connor |
| -  | Irlanda (bandiera)          | A     | Mick Byrne       |
| -  | Irlanda (bandiera)          | A     | Noel Larkin      |
| -  | Scozia (bandiera)           | A     | Vinny McCarthy   |
| -  | Irlanda (bandiera)          | A     | Joe Hanrahan     |
| -  | Irlanda del Nord (bandiera) | A     | Paul Carlryle    |
| -  | Irlanda (bandiera)          | A     | James Mooney     |

## Risultati

### Coppa d'Irlanda
| 1988 | Shamrock Rovers | 0 – 2 | UCD |  |

### Coppa dei Campioni
| Arbitro: | Crucke |

|  |           |                |
|  | Marcatori | 10’ Theofanous |

| Nicosia 30 settembre 1987 | Omonia  | 0 – 0 | Shamrock Rovers | \| Arbitro: \| Vasilev \| |
| Arbitro:                  | Vasilev |       |                 |                           |

## Statistiche

### Statistiche di squadra
| Competizione       | Punti | Totale | Totale | Totale | Totale | Totale | Totale | D.R. |
| Competizione       | Punti | G      | V      | N      | P      | Gf     | Gs     | D.R. |
| ------------------ | ----- | ------ | ------ | ------ | ------ | ------ | ------ | ---- |
| League of Ireland  | 41    | 33     | 16     | 9      | 8      | 53     | 30     | -    |
| Coppa d'Irlanda    | -     | 1      | 0      | 0      | 1      | 0      | 2      | -    |
| Coppa dei Campioni | -     | 2      | 0      | 1      | 1      | 0      | 1      | -    |